# Kosiny Kapiczne
Kosiny Kapiczne (prononciation : [kɔˈɕinɨ kaˈpit͡ʂnɛ]) est un village polonais de la gmina de Wieczfnia Kościelna dans le powiat de Mława de la voïvodie de Mazovie dans le centre-est de la Pologne.
Il se situe à environ 3 kilomètres au sud-ouest de Wiśniewo (siège de la gmina), 9 kilomètres au sud-ouest de Mława (siège du powiat) et à 104 kilomètres au nord-ouest de Varsovie (capitale de la Pologne).

## Histoire
De 1975 à 1998, le village appartenait administrativement à la voïvodie de Ciechanów.